# Platyeutidium pacale
Platyeutidium pacale är en skalbaggsart som först beskrevs av Lewis 1903.  Platyeutidium pacale ingår i släktet Platyeutidium och familjen stumpbaggar. Inga underarter finns listade i Catalogue of Life.